# Mirror’s Edge
Mirror’s Edge (с англ. — «Зеркальная грань») — компьютерная игра в жанре action-adventure, разработанная студией DICE и изданная компанией Electronic Arts. Игра была анонсирована 10 июля 2007 года и выпущена на PlayStation 3 и Xbox 360 в ноябре 2008. Версия для Microsoft Windows вышла 13 января 2009. Mirror’s Edge работает на движке Unreal Engine 3 с добавлением новых световых эффектов, разработанном Illuminate Labs в сотрудничестве с DICE.
Действие игры происходит в антиутопичном городе недалёкого будущего, в котором средства связи контролируются государством. Единственный способ передать сообщение, избежав надзора, — прибегнуть к услугам «Бегущих» (англ. Runners), к которым принадлежит и главная героиня игры Фейт (англ. Faith — вера).
Игровой процесс представляет собой экшен от первого лица, но с главным фокусом не на боях. Его главным элементом являются навыки паркура, с помощью которых игрок продвигается по уровню. Другими особенностями игры являются яркая цветовая палитра, почти полное отсутствие HUD, а также то, что игрок может видеть от первого лица руки, ноги и тело героини.
Mirror’s Edge получила преимущественно положительные отзывы критиков и восторженные от игроков в сети. Похвалы удостоились инновационность и игровое окружение, а к недостаткам были отнесены сюжет и короткая продолжительность. Саундтрек был написан электронным музыкантом Магнусом Биргерссоном (Solar Fields), отдельно был выпущен альбом содержащий ремиксы финальной песни «Still Alive», сочинённой и исполненной шведской певицей Лизой Мисковски. Сайд-скроллер версия игры вышла 1 апреля 2010 на iPad, 2 сентября 2010 на iPhone и 12 июля 2012 на Windows Phone.
10 июня 2013 года на выставке E3 2013 была анонсирована одноимённая игра Mirror’s Edge Catalyst, которая является перезапуском оригинала. 8 июня 2015 года EA зарегистрировала торговую марку Mirror’s Edge: Catalyst, на следующий день было подтверждено, что это название для будущей игры.

## Игровой процесс
Игрок управляет главной героиней, Фейт, перемещаясь по городу. Техника и движения, такие как прыжки с крыши на крышу, бег по стенам и проникновение в здания через вентиляционные шахты, были вдохновлены паркуром. По словам главного продюсера Оуэна О’Брайена, цель Mirror’s Edge — «передать напряжение и физический контакт с окружением» и дать свободу передвижений, прежде недоступную в играх от первого лица. Для того чтобы достичь этого, движение камеры было более привязано к движению героини. К примеру, чем больше скорость Фейт, тем сильнее камера раскачивается вверх-вниз; при кувырке камера вращается вместе с персонажем. Руки, ноги и туловище Фейт видны, что также используется для передачи движения. Руки героини раскачиваются, длина шагов возрастает с увеличением скорости, а во время длинных прыжков Фейт молотит конечностями в воздухе.
Важным фактором является скорость героини. Игроку необходимо сохранять её, выполняя последовательности движений. Если скорость Фейт недостаточна для преодоления препятствия, девушка сорвётся или упадёт. Управление является контекстно-зависимым; кнопка «вверх» заставит Фейт преодолеть препятствие (перепрыгнув или взобравшись на него), а кнопка «вниз» — выполнить другие действия, такие как проскальзывание, кувырок или пригибание. Для помощи игроку в создании последовательностей в игре имеется система, названная «Зрение Бегущего», выделяющая предметы окружения, которые могут помочь в продвижении. Определённые трубы, рампы и двери становятся красными при приближении Фейт, позволяя игроку быстро найти маршруты и пути отступления. Впоследствии количество таких подсказок уменьшается вплоть до одной конечной цели, и игрок может полностью отключить их. Это также используется для головоломок, в которых игрок должен понять, как использовать подсвеченные объекты для достижения цели. Ещё одно средство помощи игроку — система Reaction Time, которая при активации замедляет время и позволяет игроку продумать и выполнить следующее движение без потери скорости или тактического преимущества.
Героиня может носить оружие, но О’Брайен подчеркнул, что «это action-adventure. Мы не позиционируем её (игру) как шутер — внимание не на пушках, а на людях». Геймплей в Mirror’s Edge сосредоточен на поиске лучшего маршрута через игровое окружение, в то время как схватки играют второстепенную роль. Пройдя игру без единого убийства, игрок зарабатывает соответствующее достижение (но по идее это невозможно, так как в одной миссии придётся взять снайперскую винтовку). Получить оружие можно, обезоружив противника, но когда магазин опустеет, его придётся выбросить. К тому же оружие замедляет Фейт; чем оно тяжелее, тем больше оно мешает движению и трюкам (но пистолет и пистолет-пулемет не мешают вообще). Это вводит элемент стратегии: игрок может решить пожертвовать скоростью ради силы.
Кроме сюжетной кампании, в Mirror’s Edge есть режим испытаний, в которых игрок должен как можно быстрее пройти одну из специальных карт. Результаты можно добавить в онлайновую таблицу рекордов, также игроки могут загружать призраки других игроков, чтобы состязаться с ними. Карты разблокируются по мере прохождения кампании. По словам продюсера Тома Феррера, карты «урезанные и короткие, так что вы можете работать над ними, и играть в них, и становиться быстрее и быстрее. Это не то же самое, что проходить целый уровень».

## Сюжет
Действие Mirror’s Edge происходит в антиутопическом городе 5, где жизнь на первый взгляд комфортна, а преступность практически отсутствует. Однако такое благополучие является достижением деспотического и тоталитарного режима, который отслеживает все средства связи, контролирует СМИ, устанавливает нормы, которые включают полный запрет на курение, и, что особо подчёркнуто, оказывает влияние на судебную систему и создаёт видимость демократии. За восемнадцать лет до событий игры полиция открыла огонь по протестующим, убив многих гражданских.
В начале истории близки выборы мэра, и новый кандидат, Роберт Поуп, соперничает с действующим мэром Каллаханом, обещая прекратить регулирование.

### Темы
По словам главного продюсера Оуэна О’Брайена, «Mirror’s Edge спрашивает, как много своей личной свободы вы готовы отдать ради комфортной жизни. Это не об одной девушке, борющейся с диктатурой полицейского государства. Это гораздо тоньше».
В числе источников вдохновения О’Брайен назвал телесериал «Светлячок» и его спин-офф «Миссия „Серенити“». «Ещё одна тема — вы не можете заставить других жить по вашим правилам в вашем обществе, даже если ваше общество лучше. В „Серенити“ Оперативник фактически говорит: „Это не злая империя. Мы просто не понимаем, почему вы не хотите быть частью нашего счастливого клуба“. Они явно заходят слишком далеко, и это же происходит в нашей игре».

### Сеттинг
Действие игры происходит в Городе Зеркал — городе будущего, где правительство ведёт неограниченное наблюдение за гражданами. В таких условиях единственным способом доставки конфиденциальной информации являются курьеры, названные Бегущими. Они доставляют посылки, передвигаясь по крышам небоскрёбов, а поскольку город очень чистый, все здания кажутся зеркальными. Отсюда и название игры — Mirror’s Edge (англ. Край Зеркал / Грань Отражений / Зеркальное Лезвие). Местоположение города неизвестно — почти все надписи в игре идут как на английском, так и на китайском и японском. Город был создан на основе Гонконга, Сингапура, Токио, Шанхая(в городе имеется метро на эстакадах).
Цветовая схема города состоит из ярких цветов оранжевого, синего, жёлтого, зелёного и белого, призванных показать стерильность этого мира. Цвет также является индикатором здоровья: если Фэйт ранят, то цвета мутнеют и она как бы теряет ориентацию в пространстве.

### Персонажи
Главной героиней Mirror’s Edge является 24-летняя Фейт Коннорс, имеющая характерную татуировку вокруг правого глаза, изображающую логотип игры. Фейт зарабатывает на жизнь как Бегущая, курьер, который доставляет сообщения; услугами Бегущих пользуются те, кто избегает связи посредством телефона и электронной почты из-за жёсткого контроля. Причины ненависти Фейт к тоталитарному правительству происходят из её прошлого: когда она была маленькой, её родители принимали активное участие в протестных движениях, пытаясь уберечь город от деспотического режима. Её мама была убита во время «Ноябрьских бунтов» — мирных протестов, обернувшихся бойней, — и Фейт сбежала из дома в 16 лет, став воровкой. Фейт стала Бегущей, встретив Меркури, бывшего Бегущего, который ныне тренирует новичков, подбирает для них работу и помогает советами при помощи радиосвязи. В число других персонажей входят сестра Фейт - Кейт Коннорс, офицер городской полиции, Дрейк, ещё один тренер Бегущих, друзья Фейт, Целеста и Криг, а также Джекнайф, бывший Бегущий.

### Сюжет
Недалекое будущее. Город Зеркал — город, в котором ведется тотальный контроль за всеми гражданами и их средствами связи. Фейт, бегущая, выполняет задание по доставке посылки и попадает под огонь полицейских, от которых скрывается. Вскоре она перехватытвает сообщение о тревоге в одном из зданий города и направляется туда. Там она находит свою сестру Кейт, офицера полиции, и мёртвого человека — Роберта Поупа, старого друга семьи Фейт и Кейт, а также городского прокурора, который собирался баллотироваться в мэры. Кейт настаивает, что не убивала его, и просит Фейт разобраться в случившемся. В руке Поупа Фейт находит обрывок бумаги с надписью «Икар». Кейт остаётся в офисе, чтобы отвлечь внимание полиции и дать Фейт возможность сбежать. От бывшего Бегущего Джекнайфа Фейт узнаёт, что начальник охраны Поупа, бывший рестлер Трэвис Барфилд (выступавший под псевдонимом Роупбёрн), может иметь отношение к убийству. По просьбе Кейт, Фейт встречается с лейтенантом Миллером, едва избежав ареста. В офисе Роупбёрна она подслушивает его разговор, в котором он назначает встречу. Прибыв на место встречи, Фейт узнаёт, что Роупбёрн встречается с Миллером. Роупбёрн обнаруживает Фейт и нападает на неё, однако девушка отбивает атаку и сбрасывает его с крыши. Роупбёрн цепляется за край крыши, и Фейт пытается расспросить его, однако Роупбёрн погибает от пули неизвестного снайпера, перед этим успев рассказать Фейт, что он нанял для убийства Поупа профессионала и собирается встретиться с ним в Атриуме в центре города. Прибыв в галерею «Новый Эдем», Фейт обнаруживает киллера, но при этом попадает в засаду полиции и с трудом из неё выбирается.
Не имея других зацепок, Фейт собирает сведения об охранной фирме «Пирандело Крюгер», помогающей полиции проводить карательные меры против Бегущих и обнаруживает, что она стоит за проектом «Икар», программой, созданной для обучения полицейских паркуру, чтобы они могли преследовать и задерживать Бегущих. Улики также наводят Фейт на след убийцы Роупбёрна; найдя его в порту, она обнаруживает, что убийца — это Целеста, которая присоединилась к проекту «Икар» ради собственной безопасности. Цел объясняет, что Роберт Поуп узнал о проекте «Икар» и шантажировал мэра.
Когда Кейт признают виновной в убийстве Поупа, Мерк передаёт Фейт маршрут конвоя, и девушка, атаковав конвой со снайперской винтовкой, помогает сестре сбежать и отправляет её в убежище Мерка. Вернувшись туда, Фейт обнаруживает, что на него было совершено нападение, Мерк тяжело ранен, а Кейт вновь арестована. Перед смертью Мерк сообщает, что Кейт держат в Шарде, офисе мэра Каллаган, где расположены главные сервера, управляющие городскими системами слежения. Фейт проникает в Шард и пробирается через солдат «Пирандело Крюгер», пока не встречает лейтенанта Миллера. Тот приказывает ЧОПам схватить Фейт, но тут же убивает их и ведет девушку наверх с помощью рации. Фейт проникает в частные офисы мэра и разрушает сервера. На крыше она обнаруживает Джекнайфа, держащего Кейт на прицеле. Он открывает, что также участвует в проекте «Икар», а Фейт была необходима для того, чтобы идентифицировать друзей Поупа и что за всем стоит мэр Каллаган. Когда Джекнайф пытается сесть вместе с Кейт в вертолёт, Фейт удаётся сбросить его вниз и спасти сестру.
Во время финальных титров звучит сообщение властей, что из-за действий Фейт проект «Икар» усилен, а Фейт и Кейт разыскиваются за убийство Поупа. К тому же из-за повреждения серверов население предостерегают от использования электронных средств связи, пока они не будут восстановлены.

## Разработка и выпуск
В 2007 году креативный директор DICE Бен Кузинс рассказал сайту GameIndustry.biz, что студия собирается создать «Что-нибудь свежее и интересное», ощущая необходимость диверсифицироваться от успешной серии Battlefield, благодаря которой студия была известна.
В июне 2007 журнал Computer and Video Games объявил, что DICE работает над игрой под названием Mirror’s Edge, которая, как ожидалось, «встряхнёт жанр шутеров от первого лица». 10 июля 2007 Electronic Arts официально анонсировала игру; в феврале 2008 на Game Developers Conference в Сан-Франциско был впервые продемонстрирован геймплей. Видео, состоящее полностью из геймплея игры, было выпущено 6 мая 2008, в день Sony PlayStation в Лондоне.
Игра использует движок Unreal Engine 3 компании Epic Games, а не собственный движок Frostbite, используемый в игре Battlefield: Bad Company, так как производство Mirror’s Edge началось раньше, чем движок был закончен. В Unreal Engine 3 была встроена новая система освещения, названная Beast, созданная DICE в сотрудничестве с Illuminate Labs. Она подчёркивает особый художественный стиль игры и учитывает отражение цветов также, как и света.
В первых числах марта 2010 года бывший исполнительный директор DICE Canada Фредрик Лильегрен (англ. Fredrik Liljegren) дал интервью сайту Gaming Union, в котором заявил, что Mirror’s Edge разрабатывалась семь лет. «По сути, игру делали семь лет. Конечно, когда разработка только начиналась, это была ещё не Mirror’s Edge, однако я говорю о том, что одна команда работала над одной интеллектуальной собственностью в течение столь длительного времени. Думаю, результат получился очень достойным», — заявил он. Согласно документу окружного суда северного округа Калифорнии, рассматривавшего иск Edge Games против Electronic Arts, игра находилась в разработке три года, над ней работали более 60 человек, её бюджет составил десятки миллионов долларов.
Летом 2011 был отключен сервер и многие игроки могут наблюдать надпись «Невозможно установить соединение с EA online». После разговора с Адамом из Origin Live Chat стало ясно, что сервер отключили насовсем.

### Саундтрек
CD доступен в качестве бонуса к изданиям PC-версии видеоигры Mirror’s Edge. Альбом включает оригинальную версию песни шведской певицы Лизы Мисковски Still Alive, а также ремиксы от Benny Benassi, Junkie XL, Paul van Dyk, Armand Van Helden и Teddybears. Альбом был выпущен компанией Artwerk 11 ноября 2008 года, одновременно с Mirror’s Edge. Альбом «Still Alive: The Remixes» и его основная композиция никак не связаны с песней «Still Alive», которая является основной музыкальной композицией игры Portal 2007 года выпуска.

### Дополнения
4 декабря 2008 года EA анонсировала разработку семи абсолютно новых карт для режима «Забег на время» с релизом в январе 2009 года. По словам Оуэна О’Брайена, старшего продюсера DICE: «Свобода передвижения и управление от первого лица — самая популярная особенность Mirror’s Edge, поэтому мы решили развить это в чистом виде для дополнения… Мы сознательно выбрали более абстрактную эстетику, которая остается нашим особым стилем искусства, а затем сосредоточились на движении и геймплее для создания приключений и соревнований, очень отличающихся от основной игры.» Релиз был назначен на 29 января 2009 года, но отложен. 19 февраля 2009 года в виде загружаемого контента вышло дополнение «Time Trial Map Pack», доступное для всех трех игровых платформ. Восьмая карта доступна только для PlayStation 3. Это дополнение по решению разработчиков не совместимо с версией Mirror’s Edge, купленной в Steam.

## Отзывы
| Сводный рейтинг       | Сводный рейтинг                           |
| Агрегатор             | Оценка                                    |
| --------------------- | ----------------------------------------- |
| GameRankings          | 79,53 % (X360) 78,67 % (PS3) 80,23 % (ПК) |
| Metacritic            | 81 % (PC) 79 % (PS3, Xbox 360)            |
| Иноязычные издания    |                                           |
| Издание               | Оценка                                    |
| 1UP.com               | A-                                        |
| Eurogamer             | 8/10                                      |
| GameSpot              | 7/10                                      |
| IGN                   | 8,5/10                                    |
| OXM                   | 9,5/10                                    |
| Русскоязычные издания |                                           |
| Издание               | Оценка                                    |
| 3DNews                | 8/10                                      |
| Absolute Games        | 75 %                                      |
| PlayGround.ru         | 9/10                                      |
| «Игромания»           | 8,5/10                                    |

Mirror’s Edge получила в основном положительные отзывы в игровой прессе. Игру хвалили за реализацию паркура, подбор цветовой гаммы окружающего мира и саундтрек. Критика касалась слабого сюжета, боевой системы и общей недоработанности игры. Сайт AG.ru отмечал: «Порой кажется, что Mirror’s Edge — восьмичасовая реклама другого, более продуманного проекта».
В коммерческом плане игра потерпела неудачу. Директор по маркетингу DICE Мартин Фрейн заявлял, что по самым скромным прогнозам продажи Mirror’s Edge должны превысить 3 миллиона экземпляров. Однако в первую неделю после релиза в Европе продажи игры составили всего 28 тысяч экземпляров. К осени 2010 года по всему миру было продано лишь более 2 миллионов экземпляров Mirror’s Edge для всех платформ, включая более 750 тысяч экземпляров в Северной Америке.
В интервью сайту develop-online.net в ноябре 2010 года президент EA Games Фрэнк Гибо, говоря о Mirror’s Edge и Dead Space, заявил: «Обе эти игры имели некоторый успех, но они определённо не оправдали наших надежд. <…> Симулятор паркура от первого лица по крышам домов — это интересно, но, откровенно говоря, Mirror’s Edge не смогла реализовать эту идею правильно. В ней были проблемы с освоением, сложностью, повествованием, а также в ней не было мультиплеера».
Журнал «Игромания» поставил игре 8,5 из 10 баллов. Подводя итоги 2009 года, Игорь Варнавский сказал, что «это не игра, а слепок будущего» и отметил её наградой «Паркур года».

## Наследие
После выхода Mirror’s Edge была хорошо принята и впоследствии приобрела большую популярность и обзавелась культовым статусом. В ретроспективном анализе Eurogamer назвал Mirror’s Edge смелой и дерзкой игрой, заявив, что ни одна другая игра в то время не пыталась расширить потенциал экшена от первого лица в стольких направлениях. Издание также отметило, что когда игра только вышла, многие люди «не поняли» её, потому что она использовала тот же шаблон, что и шутеры от первого лица. Обозреватель Game Informer заявил, что хотя игра и не идеальна, в ней «идеально сбалансированы инновации и развлечения», и назвал её «более приземленным и правдоподобным» платформером, чем Tomb Raider или Prince of Persia, главным образом потому, что в ней жанр предстает в новом свете. Редактор Kotaku Люк Планкетт назвал игру шедевром, заявив, что уникальная архитектура, цвета, персонажи, перспектива, акробатика и музыка придают игре вневременное качество.
После умеренного успеха игры, DICE решила разработать Mirror’s Edge Catalyst — перезагрузку серии, в которой была представлена новая история Фейт. Catalyst вышла в 2016 году и получила смешанные отзывы.